# Isojärvi (sjö i Finland, Norra Österbotten, lat 65,37, long 26,70)
Isojärvi är en sjö i Finland. Den ligger i kommunen Pudasjärvi i landskapet Norra Österbotten, i den centrala delen av landet, 600 km norr om huvudstaden Helsingfors. Isojärvi ligger 106,8 meter över havet. Arean är 81,1 hektar och strandlinjen är 6,24 kilometer lång. Sjön  ingår i Ijo älvs huvudavrinningsområde. 